# Markaz al Badārī
Markaz al Badārī (arabiska: مركز البداري) är en region i Egypten.   Den ligger i guvernementet Asyut, i den centrala delen av landet, 300 km söder om huvudstaden Kairo.